# Tất Điêu Khải
Tất Điêu tử (tiếng Trung: 漆雕子, 540 TCN - ?) là một học giả nước Thái cuối thời Xuân Thu, đồng thời là môn sinh của Khổng tử.

## Tiểu sử
Tất Điêu tử có tên gọi Tất Điêu Khải (漆雕啟), tự Tử Khải (子啟), Tử Nhược (子若), nguyên là người nước Thái, sinh vào năm 540 TCN. Tên của ông từng bị người Hán sửa thành Khai (開) để tị húy Hán Cảnh đế.
Tất Điêu Khải theo học Khổng tử từ năm lên 11 tuổi, trong gia tộc còn có Sỉ (漆雕哆) và Đồ Phụ (漆雕徒父) cũng là môn sinh của Khổng. Tuân mệnh thầy, ông rất chăm nghiền ngẫm Thư kinh.
Rời cửa Khổng, Tất Điêu Khải đã phát triển tư tưởng của mình thành một trong tám nhánh của Nho giáo, sau được kế thừa bởi Hàn Phi tử. Tuy nhiên, các học thuyết của Tất Điêu Khải không còn lại đến nay. Phần Nghệ văn chí trong Hán thư có nhắc đến chương thứ 13 với nhan đề Tất Điêu tử, được cho là chính Tất Điêu Khải soạn, nhưng đã mất tích.

## Vinh danh
Đường Huyền Tông sắc phong Tất Điêu tử tước Đằng bá (滕伯), đến Tống Chân Tông lại tôn làm Bình Dư hầu (平輿侯).